# 21411 Abifraeman
A 21411 Abifraeman (ideiglenes jelöléssel 1998 FY66) a Naprendszer kisbolygóövében található aszteroida. A LINEAR projekt keretében fedezték fel 1998. március 20-án.